# Jardí medieval de plantes medicinals, Monestir de Pedralbes
El Jardí medieval de plantes medicinals, situat a l'interior del claustre del Reial Monestir de Santa Maria Pedralbes el 1327 per la reina Elisenda de Montcada, és una reconstrucció d'un herbari medieval o del jardi de simples on es poden trobar més de cinquanta espècies de plantes diferents, que les monges cultivaven amb l'objectiu d'elaborar remeis, tot seguint les pautes medicinals de l'època.

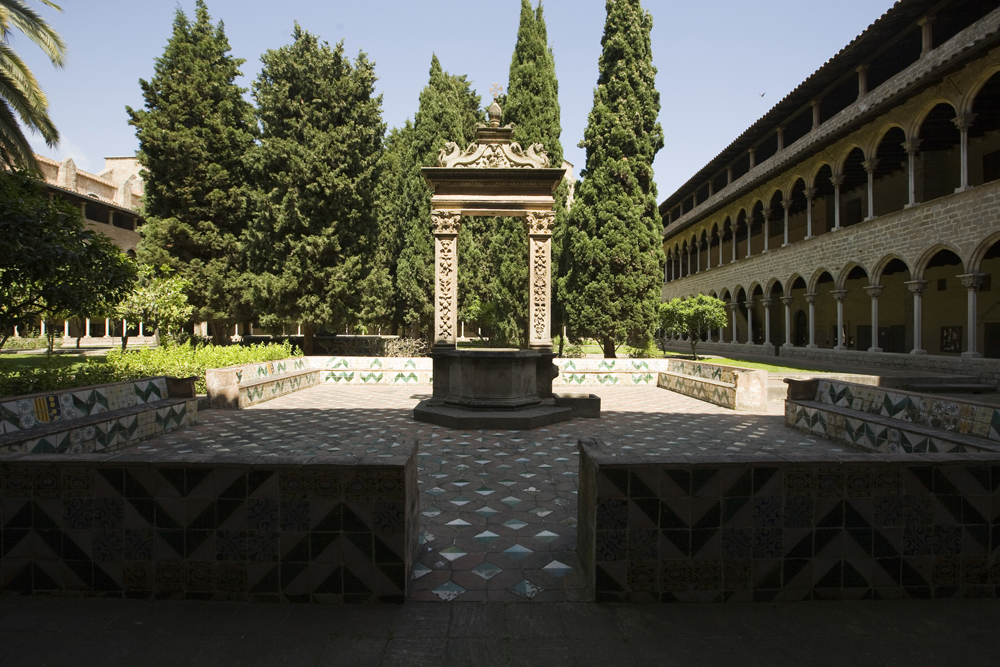
Jardí medieval...

## Medicina Medieval
La medicina medieval, neix de la recuperació dels principis de la medicina de l'antiga Grècia i Roma que havia estat conservada i perfeccionada per la cultura araboislàmica. Els principis medicinals grecoromans (d'Hipòcrates 460 - 370 aC) amb la teoria dels humors i la De matèria medica de Dioscorides, van servir com a base per a les generacions següents. Un d'aquests va ser Galè (130d.C- 200 dC) amb la  medicina galènica que plantejava, que els desequilibris emocionals provocaven la malaltia. D'aquesta manera a través d'una alimentació sana i de medicaments simples o compostos elaborats amb plantes s'aconseguia curar al pacient en els hortus clusus (tancats).
Moltes pràctiques mèdiques van emigrar, i es van assimilar, a l'Europa medieval des del món islàmic com a resultat de l'esforç de traducció islàmica. Com a resultat, la jardineria era especialment important per a l'ús medicinal.

## El jardí de plantes medicinals de Pedralbes

### Projecte
El jardí medieval és una iniciativa que s'ha dut a terme gràcies a la col·laboració de dues entitats; el Reial Monestir de Santa Maria de Pedralbes, el Jardí Botànic de Barcelona i l'estudi arqueozoològic de la Universitat de Barcelona, l'any 2020.
Aquesta reproducció s'ha treballat a través de dos tractats medievals: Simples medicinals, nou llibres, que expliquen les propietats curatives de les plantes i altres elements com els arbres, pedres, metalls.., basats en els principis bàsics de la teoria dels humors i Medicaments simples.

### Medicina galènica

#### Classificació
La classificació galènica es divideix en quatre temperaments (calent i humit, humit i fred, calent i sec, fred i sec) i depenent del tipus de temperament, correspon un tipus d'humor característic.
| Teoria dels Humors | Teoria dels Humors                                         |
| ------------------ | ---------------------------------------------------------- |
| Temperament        | Característiques                                           |
| Calent i humit     | Domini de les emocions, valents, passionals, optimistes... |
| Humit i fred       | Racionals, pragmàtics, reflexius...                        |
| Calent i sec       | Colèrics, violents, dominants...                           |
| Fred i sec         | Idealistes, irritables, tristesa                           |

## Actualitat
Entre les plantes que s'hi cultiven destaca la taperera. El 2024 ha estat escollit com una de les millors pràctiques europees de l'European Heritage Hub.